# $wingin' Utter$/Slip split
$wingin' Utter$/Slip  split è uno split tra le punk rock band statunitensi $wingin' Utter$ e Slip pubblicato nel 1994. Lo split è stato registrato nel 1994 al The House Of Faith di Palo Alto, in California.
Entrambe le tracce suonate dagli Swingin' Utters sono state poi registrate nuovamente per The Streets of San Francisco.

## Formati

### 7"
1. Mr. Believer ($wingin' Utter$)
2. Well Wisher ($wingin' Utter$)

## Formazione $wingin' Utter$
- Johnny Peebucks - voce
- Max Huber - chitarra
- Kevin Wickersham - basso
- Greg McEntee - batteria